# Frieda Dänzer
Frieda Dänzer   (Adelboden, 16 de novembre de 1931 - Gersau, 21 de gener de 2015) fou una esquiadora suïssa, especialista en esquí alpí, que va competir durant la dècada de 1950.
El 1956 va prendre part en els Jocs Olímpics d'Hivern de Cortina d'Ampezzo, on va disputar tres proves del programa d'esquí alpí. Guanyà la medalla de plata en la prova del descens, rere la seva compatriota Madeleine Berthod, mentre en l'eslàlom fou desena i en l'eslàlom gegant onzena.
En el seu palmarès també destaquen cinc medalles al Campionat del Món d'esquí alpí, dues de plata el 1956 i una d'or, una de plata i una de bronze el 1958. També va guanyar diversos campionats nacionals, tres d'ells de descens, el 1954, 1957 i 1958.
Una vegada retirada va dirigir, junt al seu marit, una escola d'esquí.